# Shawn Colvin

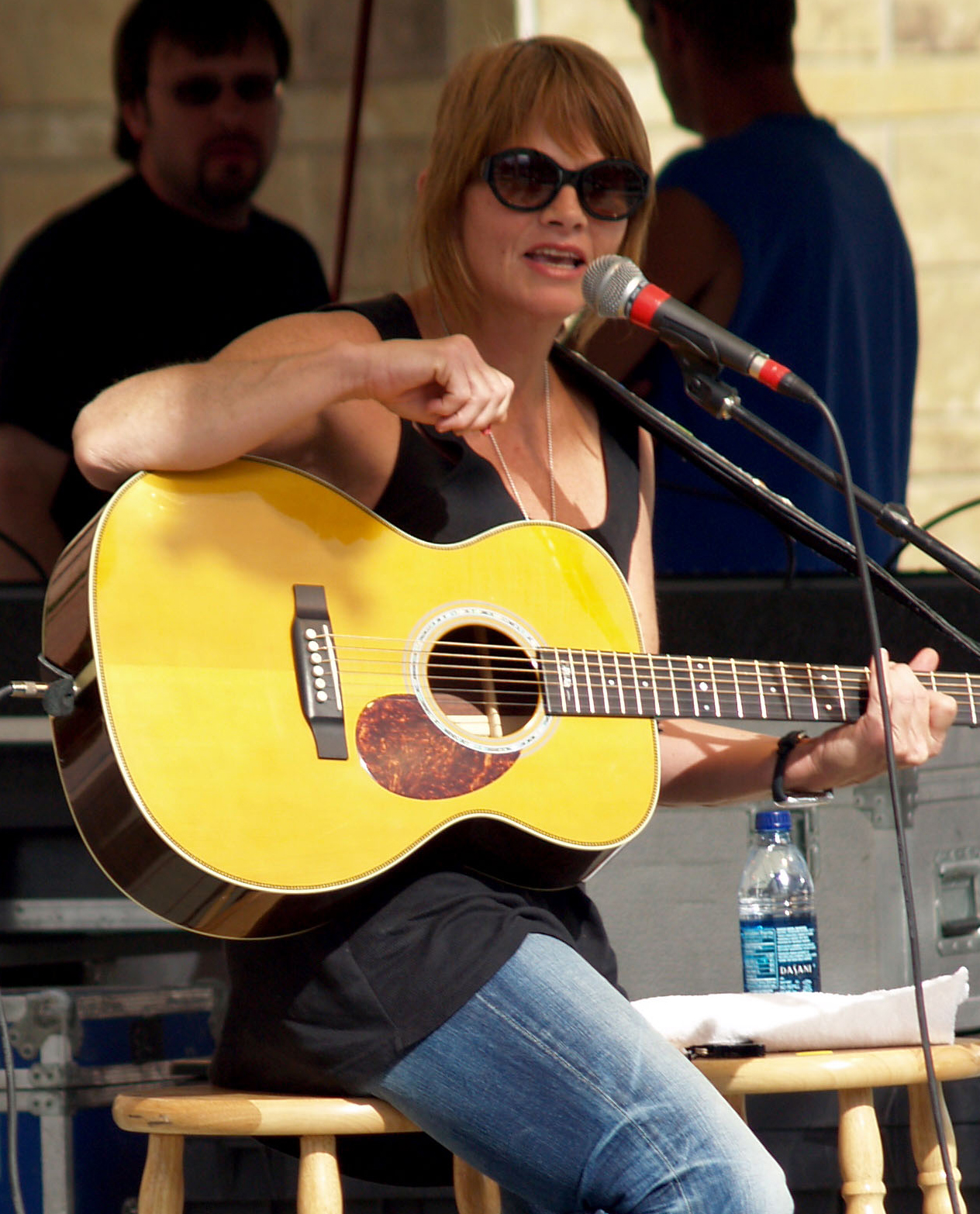
Shawn Colvin (2008)

Shawn Colvin (* 10. Januar 1956 in Vermillion, South Dakota) ist eine US-amerikanische Singer-Songwriterin.

## Werdegang
Shawn Colvin wuchs in Carbondale im US-amerikanischen Bundesstaat Illinois auf und studierte später auch an der Southern Illinois University Carbondale. Bereits im Alter von zehn Jahren begann sie Gitarre zu spielen. Ihr erstes öffentliches Konzert gab sie mit 15 Jahren auf dem Campus der University of Illinois. Colvin nannte in Interviews und Autobiografie Joni Mitchell als primären Einfluss auf ihre Musik.
Colvin begann in den späten 1970ern ernsthaft in der Musikszene zu arbeiten, zuerst in Austin im US-amerikanischen Bundesstaat Texas, danach auch landesweit. In dieser Zeit lernte sie ihren Musikpartner John Leventhal kennen; er wurde später Produzent mehrerer Alben Colvins.
Ihre Karriere begann nach ersten Versuchen mit einer eigenen Band und verschiedenen anderen Engagements 1987 als Backgroundsängerin für Suzanne Vega. Neben Auftritten mit Tracy Chapman, Suzanne Vega, den Indigo Girls und anderen Künstlern machte sie auch mehrere eigene Tourneen. Ihr erstes Album unter eigenem Namen kam 1989 heraus.
Colvins erste Veröffentlichungen wurden von den Kritikern gelobt, verkauften sich jedoch nicht in entsprechender Zahl. Nach einigen Alben mit eigenen Liedern veröffentlichte sie Cover Girl, eine Kollektion von Neueinspielungen der Lieder anderer.
Colvin hatte einen Charts-Erfolg mit dem im Oktober 1996 erschienenen Album A Few Small Repairs. Die darauf enthaltene Single Sunny Came Home erreichte die US-Top-Ten und gewann je einen Grammy für besten Song und Aufnahme des Jahres. Sie hat mehrere weitere Alben veröffentlicht, die für Grammys nominiert waren. Außerdem hat sie ein Greatest Hits-Album und eine Sammlung von Weihnachtsmusik herausgebracht.
2012 erschien ihre Autobiografie Diamond in the Rough: A Memoir, die zusammen mit All Fall Down herausgebracht und beworben wurde. Das Album wurde von ihrem langjährigen Freund Buddy Miller produziert und in seinem Heimstudio in Nashville aufgenommen. Miller engagierte für die Aufnahmen unter anderem den Gitarristen Bill Frisell, den Bassisten Viktor Krauss und als Schlagzeuger Brian Blade.
Shawn Colvin lebt mit ihrer Tochter in Austin, Texas, und engagiert sich immer noch für die Musikszene Austins. Sie unterstützt liberale Werte und hat gelegentlich Benefizkonzerte für Kandidaten der Demokratischen Partei der USA gespielt. Außerdem unterstützt sie die Texas Public Interest Research Group.

## Awards und Auszeichnungen

### Grammy Awards
- 1991: Best Contemporary Folk Album – Steady On
- 1998: Record of the Year – „Sunny Came Home“
- 1998: Song of the Year – „Sunny Came Home“

### Grammy Nominations
- 1994: Best Contemporary Folk Recording – Fat City
- 1994: Best Female Pop Vocal Performance – „I Don't Know Why“
- 1995: Best Contemporary Folk Album – Cover Girl
- 1997: Best Pop Album – A Few Small Repairs
- 1997: Best Female Pop Vocal Performance – „Get Out of This House“
- 1998: Best Female Pop Vocal Performance – „Sunny Came Home“

### New York Music Award
- 1989: Best Debut Female Vocalist

## Diskografie

### Studioalben
| Jahr | Titel                                        | Höchstplatzierung, Gesamtwochen, AuszeichnungChartplatzierungen (Jahr, Titel, Platzierungen, Wochen, Auszeichnungen, Anmerkungen) | Höchstplatzierung, Gesamtwochen, AuszeichnungChartplatzierungen (Jahr, Titel, Platzierungen, Wochen, Auszeichnungen, Anmerkungen) | Höchstplatzierung, Gesamtwochen, AuszeichnungChartplatzierungen (Jahr, Titel, Platzierungen, Wochen, Auszeichnungen, Anmerkungen) | Anmerkungen                                         |
| Jahr | Titel                                        | CH | UK | US | Anmerkungen                                         |
| ---- | -------------------------------------------- | --- | --- | --- | --------------------------------------------------- |
| 1989 | Steady On                                    | — | — | US111 (24 Wo.)US | Erstveröffentlichung: 17. Oktober 1989              |
| 1992 | Fat City                                     | — | — | US142 (14 Wo.)US | Erstveröffentlichung: 27. Oktober 1992              |
| 1994 | Cover Girl                                   | — | UK67 (1 Wo.)UK | US48 (11 Wo.)US | Erstveröffentlichung: 23. August 1994               |
| 1996 | A Few Small Repairs                          | — | UK100 (1 Wo.)UK | US39 Platin · (52 Wo.)US | Erstveröffentlichung: 1. Oktober 1996               |
| 1998 | Holiday Songs and Lullabies                  | — | — | US181 (2 Wo.)US | Erstveröffentlichung: 27. Oktober 1998              |
| 2001 | Whole New You                                | — | — | US101 (7 Wo.)US | Erstveröffentlichung: 27. März 2001                 |
| 2006 | These Four Walls                             | — | — | US109 (3 Wo.)US | Erstveröffentlichung: 12. September 2006            |
| 2012 | All Fall Down                                | — | — | US126 (1 Wo.)US | Erstveröffentlichung: 5. Juni 2012                  |
| 2015 | Uncovered                                    | — | — | US175 (1 Wo.)US | Erstveröffentlichung: 25. September 2015            |
| 2016 | Colvin & Earle                               | CH70 (1 Wo.)CH | — | US128 (1 Wo.)US | Erstveröffentlichung: 10. Juni 2016 mit Steve Earle |
| 2018 | The Starlighter                              | — | — | — | Erstveröffentlichung: 23. Februar 2018              |
| 2019 | Steady On: 30th Anniversary Acoustic Edition | — | — | — | Erstveröffentlichung: 13. September 2019            |

### Livealben
- 1995: Live ’88
- 2009: Live

### Kompilationen
- 2004: Polaroids: A Greatest Hits Collection
- 2010: The Best of

### Singles
| Jahr | Titel Album                                     | Höchstplatzierung, Gesamtwochen, AuszeichnungChartplatzierungen (Jahr, Titel, Album, Platzierungen, Wochen, Auszeichnungen, Anmerkungen) | Höchstplatzierung, Gesamtwochen, AuszeichnungChartplatzierungen (Jahr, Titel, Album, Platzierungen, Wochen, Auszeichnungen, Anmerkungen) | Höchstplatzierung, Gesamtwochen, AuszeichnungChartplatzierungen (Jahr, Titel, Album, Platzierungen, Wochen, Auszeichnungen, Anmerkungen) | Anmerkungen                                                   |
| Jahr | Titel Album                                     | DE | UK | US | Anmerkungen                                                   |
| ---- | ----------------------------------------------- | --- | --- | --- | ------------------------------------------------------------- |
| 1993 | I Don’t Know Why Fat City                       | — | UK52 (3 Wo.)UK | — | Erstveröffentlichung: November 1993                           |
| 1994 | Round of Blues Fat City                         | — | UK73 (2 Wo.)UK | — | Erstveröffentlichung: Februar 1994                            |
| 1994 | Every Little Thing She Does Is Magic Cover Girl | DE67 (10 Wo.)DE | UK65 (2 Wo.)UK | — | Erstveröffentlichung: August 1994                             |
| 1994 | One Cool Remove Cover Girl                      | — | UK40 (3 Wo.)UK | — | Erstveröffentlichung: Dezember 1994 mit Mary Chapin Carpenter |
| 1997 | Get Out of This House A Few Small Repairs       | — | UK70 (2 Wo.)UK | — | Erstveröffentlichung: März 1997                               |
| 1997 | Sunny Came Home A Few Small Repairs             | DE90 (5 Wo.)DE | UK29 (6 Wo.)UK | US7 (32 Wo.)US | Erstveröffentlichung: Juni 1997                               |

Weitere Singles
- 1990: Steady On
- 1990: Diamond in the Rough
- 1992: Climb on (A Back That’s Strong)
- 1997: You and the Mona Lisa
- 1998: Nothin’ on Me
- 2001: Whole New You
- 2001: Bound to You
- 2006: Fill Me Up
- 2007: Crazy

## Filmografie
- 1993: Baywatch – Die Rettungsschwimmer von Malibu (Baywatch, Fernsehserie, eine Folge)
- 1995–1996: Die Larry Sanders Show (The Larry Sanders Show, Fernsehserie, zwei Folgen)
- 1996: Grace of My Heart
- 1997: Fame L.A. (Fernsehserie, eine Folge)
- 2000–2001: Die Simpsons (The Simpsons, Fernsehserie, zwei Folgen, Stimme)
- 2001: Heartbreakers – Achtung: Scharfe Kurven! (Heartbreakers)
- 2008: Crazy
- 2013: Heart & Friends: Home for the Holidays (Fernsehfilm)